# Diego de Landa
Diego de Landa Calderón, O.F.M. (Cifuentes, La Alcarria, Castilla, 12 de noviembre de 1524 - Mérida, Yucatán, Nueva España, 29 de abril de 1579) fue un misionero y eclesiástico español de la Orden Franciscana en la provincia de Yucatán, que ejerció como segundo obispo de la diócesis de Yucatán entre 1572 y 1579. Conocido en la península maya como El Misionero de la Cruz, fue autor de una de las obras más importantes en el estudio de la cultura maya, la Relación de las cosas de Yucatán, cuya influencia en el campo llega hasta nuestros días. También se le conoce por el auto de fe de Maní, en donde presuntamente se torturó a los procesados para extraer confesiones de paganismo y herejía tras el descubrimiento de unos ídolos ensangrentados de las deidades mayas.Por este hecho fue relegado e investigado por las autoridades, se lo envió de vuelta a España para someterse a juicio por las acusaciones del obispo Francisco de Toral y de varios encomenderos. Absuelto de sus cargos, el fraile franciscano regresó a Yucatán tras la muerte de su antiguo superior jerárquico para sustituirlo como obispo de la mencionada diócesis.

## Biografía

### Sus orígenes y formación en España (1524-1549)
Diego de Landa Calderón provino de la noble e ilustre familia Calderón. De los Calderón sólo se conoce el nombre de su abuelo, Iván de Quirós Calderón, descendiente de cristianos viejos que, procedentes de las montañas del norte, repoblaron la región alcarreña en tiempos de Alfonso VIII de Castilla, estableciéndose en la villa de Cifuentes, del antiguo reino de Toledo. Se cree que cursó sus estudios primarios entre los años 1529 y 1541 en el convento franciscano de Cifuentes. Siendo Landa todavía adolescente, con dieciséis o diecisiete años, optó por tomar el hábito de la Orden de San Francisco, ingresando en el monasterio de San Juan de los Reyes, en Toledo, donde estudió Humanidades, Filosofía, Historia, Teología y Derecho Pontificio. Ese mismo año se le destinó al convento de San Julián y San Antonio de La Cabrera (Madrid). Una vez ordenado sacerdote, salió de este convento para iniciar su vida de misionero, al incorporarse al grupo de religiosos que fray Nicolás de Albalate, como procurador de la congregación seráfica de Yucatán, se había encargado de reunir para cuidar de la instrucción y conservación de los naturales de la península maya. En 1549 parte con Nicolás de Albalate y cinco franciscanos más hacia el Mayab, en las recién descubiertas tierras de México, donde conquistadores y colonos, conforme concluían las guerras con los pueblos nativos, requerían misioneros para cristianizar a los indígenas.

### Su labor misionera en el Yucatán
En agosto de 1549 llega el grupo de frailes al Yucatán, antes de que se erigiera oficialmente la Custodia de San José de Yucatán, aprobada en el primer Capítulo Custodial celebrado el 29 de septiembre de 1549 en la ciudad de Mérida. Luis de Villalpando fue elegido para el cargo de custodio, mientras que Diego de Landa fue asignado al convento de Izamal junto a fray Lorenzo de Bienvenida, este nombrado primer guardián de ese convento.
Diego de Landa destacó desde pronto por su facilidad para aprender la lengua maya. El cronista López de Cogolludo apunta que fue el que con mayor rapidez y perfección dominó esa lengua. Luis de Villalpando, considerado el proto-lingüista maya, le ayudó en esa labor. Villalpando fue el primero en estudiar el idioma yucateco, reduciéndolo a una serie de reglas con el fin de facilitar su aprendizaje. Pero Diego de Landa consiguió superar al maestro en tal arte, revisando y añadiendo otras reglas, para componer todo un sistema de normas que resultaron tan perfectas que asombra al cronista Lizana para quien no dejaba de ser “cosa misteriosa” que los religiosos que llegaban de España en solo dos meses pudieran aprender y dominar la lengua para predicar a los naturales.
Landa se convirtió en un verdadero maestro del idioma maya, posibilitando así, con el permiso de sus superiores, que se dedicara a recorrer las poblaciones indígenas de la península yucateca, para darles a conocer la religión católica. Se adentró en las provincias de Valladolid hasta llegar al mar, y en su deseo por extender su labor apostólica llegó por el sur hasta los más apartados lugares atravesando bosques y serranías. Su ardua labor dio como resultado la evangelizadora de multitud de indios, a los que catequizó y bautizó, y también la fundación de varios pueblos para constituir “repúblicas” semejantes a las villas españolas donde congregar a los mayas, que vivían dispersos por los montes en diferentes rancherías.

#### El Misionero de la Cruz
Con el nombre del Misionero de la Cruz se conocía a Landa en la provincia. En 1551 fue convocado a la celebración del segundo Capítulo en el convento mayor de Mérida. De ahí salió elegido como cuarto definidor con residencia en el convento de Conkal. En este convento se dedicó con gran intensidad a la actividad misional, dando testimonio con su vida de oración, penitencia y sacrificios. Su entereza de carácter es resaltada por los cronistas Bernardo de Lizana y López de Cogolludo, y también su valor apostólico y su rigor doctrinal. Destacó en su labor evangélica por las muchas conversiones que obtuvo por su celo y perseverancia, lo cual contrasta con los juicios adversos que mereció su actuación misional en la provincia, tanto de sus coetáneos como de los historiadores posteriores que valoraron su actuación. 
El capítulo de la Orden celebrado en 1553 reconoció su entrega, y le eligió como guardián del convento de Izamal. Se le encargó reedificar ese convento que, por entonces, solo estaba constituido por unas chozas de paja donde moraban los religiosos. Decidió situarlo en el cerro más alto de la zona, en un lugar que en la época prehispánica había sido un santuario de culto a los dioses mayas. La fábrica del convento la inició bajo la advocación de San Antonio y también del Santuario de Nuestra Señora de Izamal. Las obras terminaron en 1561, ya con fray Francisco de la Torre de custodio, pero fue Diego de Landa el gran impulsor de su construcción, a la que contribuyó con su trabajo personal, porque el mismo se desplazaba a los montes, junto con los indígenas, para proveer la madera y las piedras necesarias para erigir el monasterio y santuario.
Durante su estancia en Izamal se produjo en ese tiempo una gran carestía de maíz por la pérdida de las cosechas y, en consecuencia, se generalizó el hambre por toda la región, que afectó a los naturales y a los españoles. Refieren Lizana y López de Cogolludo cómo Diego de Landa, ante la dura situación, ordenó distribuir el maíz almacenaban los religiosos para su sustento entre los pobres que lo solicitasen. Lo asombroso fue que el maíz del granero de los frailes, que no debía de ser mucho, sirvió para socorrer tanto a los indígenas del pueblo como a los forasteros que querían suplir su necesidad, ya que el maíz no se agotó durante los seis meses que duró el hambre. Hay controversia respecto a este hecho pues lo que para Lizana y Cogolludo fue un prodigio e, incluso, un verdadero milagro, y para algunos, como Carrillo y Ancona, una prueba del talento previsor, buena economía y gran caridad del Landa.
Los testimonios de la época no confirman, sin embargo, que en Yucatán se tuviera un concepto denigrante del padre guardián de Izamal, a pesar de los conflictos que surgieron entre Landa y los vecinos españoles. Landa, en realidad, se vio obligado a dejar Izamal y trasladarse a Mérida, cuando resultó elegido custodio y primer definidor de la provincia en el siguiente Capítulo Custodial de la Orden (1556). Ante la ausencia de obispo en Yucatán y como comisario apostólico, se consideró investido de la autoridad diocesana competente para actuar tanto en el ámbito religioso —frailes y clero secular— como en el civil, tratando de remediar los problemas que afectaban a los indios y censurando la conducta moral y religiosa de los españoles. Se preocupó por los indígenas tratando de moderar las cargas tributarias y laborales que soportaban, al igual que trató de combatir las malas costumbres y los vicios públicos. Sus constantes e implacables disposiciones, aun tendiendo a un loable fin, provocaron grandes alarmas entre los vecinos y pobladores por considerar que emanaban de una autoridad que no era competente en materias civiles. Recibió fuertes críticas y se ganó enemistades por sus preceptos, considerados despóticos. Y, por otra parte, la creación de nuevas doctrinas a cargo de la orden franciscana sembró las primeras semillas del litigio que enfrentaría por largo tiempo a los clérigos y a los frailes de esta diócesis. Pero es cierto que Diego de Landa, prelado de los franciscanos, mantuvo una actitud de atenta vigilancia del proceso colonizador, con el fin de conjugar los varios elementos que confluían en la recién constituida sociedad.
Por ello viajó a Guatemala donde residía la Audiencia de los Confines, de la que entonces dependía Yucatán, para informar de los abusos que padecían los mayas. Gracias a su gestión fue enviado el oidor García Jofre de Loaísa como visitador de la provincia  (1560-1561), que procedió a reducir el tributo que anualmente pagaban los indígenas a los encomenderos o al Rey.
En el ámbito civil, en enero de 1560, las provincias de Yucatán y Tabasco se incorporan definitivamente a la jurisdicción de la Audiencia de México. En febrero de 1560 la Corona nombraba al que había de ser el último alcalde mayor de Yucatán, el doctor Diego Quijada; en adelante, el gobierno de la provincia sería asumido por gobernadores. En el ámbito religioso, en noviembre de 1560 tendría lugar el quinto Capítulo Custodial de la Orden, siendo esta vez electo como custodio fray Francisco de la Torre, mientras que Landa pasaba a ocupar el puesto de guardián del convento mayor de Mérida. Al poco regresaría a Yucatán fray Lorenzo de Bienvenida, que había asistido al Capítulo General de la Orden de San Francisco, celebrado en Aquila (Italia) en 1559: Allí consiguió  que las custodias de Yucatán y Guatemala se erigieran como provincia separada de la del Santo Evangelio de México, pero con la condición de que se alternasen los Capítulos Provinciales en Yucatán y Guatemala y que la primera elección se hiciese entre los religiosos yucatecos. Esta nueva situación supuso la convocatoriqa Mérida del primer Capítulo Provincial para septiembre de 1561. Se eligió a fray Diego de Landa primer provincial de Yucatán y Guatemala. La unión de las dos custodias en una sola provincia duró poco tiempo, pues por los múltiples inconvenientes que de ello resultaban se terminó imponiendo en 1565 la separación en dos provincias franciscanas diferentes: la de San José de Yucatán y la del Santísimo Nombre de Jesús de Guatemala.
El padre Landa había alcanzado el más alto honor dentro de la Orden en la provincia yucateca (1561) quedando él constituido en el prelado de mayor consideración al no haber llegado todavía ningún obispo a esa provincia. El número de frailes había crecido al incorporarse los diez que acompañaron a Lorenzo de Bienvenida en su regreso a Yucatán en 1561. Disponer de más religiosos facilitó la expansión del área de misiones, que en esas fechas alcanzaba a las guardianías de Campeche, Mérida, Maní, Conkal, Izamal y las recién creadas de Homun y Calkiní. Así los misioneros podían ejercer más eficazmente su labor evangelizadora, centrada en buena parte en combatir la influencia de la clase sacerdotal nativa y en debilitar la lealtad de los indios a sus dioses tradicionales.
Los frailes más experimentados, como el mismo Diego de Landa, eran conscientes de su pequeño número frente a la gran población maya. Entendían que había transcurrido poco tiempo desde el inicio de la colonización. Todo esto constituía un serio obstáculo a la hora de conseguir que la religión cristiana arraigase en la vida de los indios. Los frailes no dejaban de reconocer la antinomia que existía entre los antiguos ritos indígenas y las enseñanzas cristianas y percibían, por tanto, el peligro latente de la apostasía. Es por tanto comprensible la preocupación de las autoridades religiosas ante cualquier surgimiento de idolatrías y también, en cierto modo, es comprensible la reacción de Landa ante el descubrimiento de ritos idolátricos en Maní

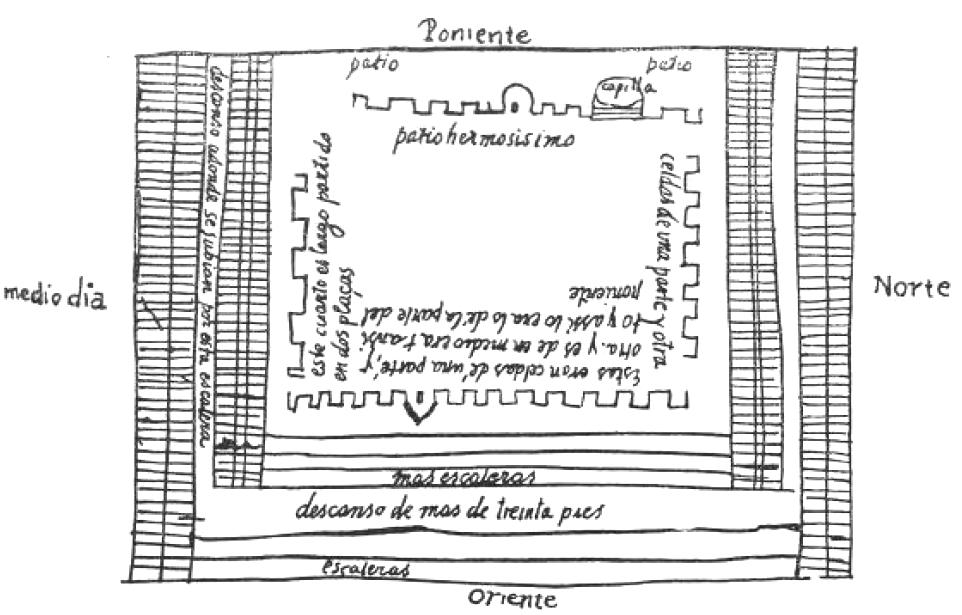
Croquis de Diego de Landa del nuevo templo de san Francisco, donde se aprecia la plataforma original como base tras la destrucción del templo maya

En mayo de 1562, los acontecimientos se desataron cuando, ocho meses después de la elección del provincial, se encontraron por casualidad en una cueva cercana al pueblo de Maní numerosos ídolos ensangrentados, presuntamente relacionados con sacrificios a las divinidades paganas. El descubrimiento realizado por los indios fue de inmediato comunicado al guardián del convento de Maní, quien, a su vez, lo puso en conocimiento del provincial. Diego de Landa lo consideró una evidencia de que la práctica de la idolatría estaba peligrosamente extendida, así que decidió asumir su responsabilidad como juez eclesiástico y desplazarse personalmente al lugar de los hechos. No obstante, dio a conocer la situación al alcalde mayor Diego Quijada, quien estaba al frente del gobierno, desde junio de 1561 cuando llegó a Mérida. Quijada proporcionó al provincial el apoyo de la autoridad civil, dadas las implicaciones políticas de las prácticas idolátricas. Quijada no ignoraba la gran influencia que la clase sacerdotal nativa había ejercido en el gobierno de los diferentes estados prehispánicos de las Indias, hasta el punto de que en muchas partes era muy difícil diferenciar las funciones sacerdotales de las políticas; el retorno al ceremonial aborigen se consideraba no solo como una amenaza al proyecto misionero, sino también como un indicio de incipiente rebeldía a la dominación española. Concretamente, en Yucatán no se olvidaba la sublevación de 1546, en la que perecieron unos veinte españoles y unos cientos de indios, que había estado impulsada por motivos religiosos y políticos. Las autoridades provinciales, tanto civiles como religiosas, temían que hubiera otra sublevación.

#### Auto de fe de Maní
En junio de 1562 Landa llegó a Maní. Ante la aparente implicación de muchos de los caciques, principales, sacerdotes y maestros de escuela, procedió a implementar un proceso de carácter inquisitorial. Estudió la situación y estableció con los religiosos los métodos a seguir: se acordó tomar declaración al pueblo en general y resolver la causa en un solo proceso, para excusar costos y obviar la tardanza que supondrían muchos procesos individuales; solo con “los principales” se procedería por vía inquisitorial individual, por varias razones: el que hubieran vuelto a la idolatría y renegado de la fe católica, que hubieran practicado los ritos idólatras en lugares sagrados, que hubieran pactado con el demonio y que hubieran corrompido la cristianización de la gente simple. Para el desarrollo de la causa contaba Landa con la colaboración de Bartolomé de Bohórquez, alguacil mayor de la Inquisición ordinaria propuesto por Quijada, quien debía ejecutar sus órdenes de prender a los indios idólatras y hacer que se cumplieran sus autos y sentencias. Por último, se decidió que varios frailes se repartiesen por los pueblos próximos a Maní con el fin de averiguar la propagación de las prácticas idolátricas y castigar a los inculpados, debiendo enviar a los más culpables a Maní, donde quedarían como jueces inquisitoriales, junto a Landa, fray Pedro de Ciudad Rodrigo, fray Miguel de la Puebla y fray Juan Pizarro. El cronista del siglo XVI Fray Pedro de Landa expresa este proceder en su Relación de las cosas del Yucatán: "Hallamos gran número de estos libros, y porque no tenían cosa en que no hubiese superstición y falsedades del demonio, se los quemamos todos”.
Así comenzaba uno de los procesos más crueles y salvajes de persecución de idolatrías acaecidos en la América hispana. La investigación se llevó a cabo activamente y los resultados no se hicieron esperar, aunque los métodos empleados por los frailes para obtener las confesiones despertaron una creciente hostilidad entre los indios, a pesar de ser los propios de la época. Las informaciones de los indígenas, otorgadas voluntariamente o conseguidas mediante la tortura, pusieron de relieve los diferentes ritos que, con diversas peculiaridades según los pueblos, venían practicándose desde dos, tres y hasta cinco años atrás. Destacaban entre ellos los sacrificios de muchachos y muchachas, y en algunos casos de niños de corta edad, procedentes de otros pueblos, que eran comprados o robados para ser sacrificados. Otras ofrendas a los dioses, menos ofensivas y graves, se reducían a sacrificar animales o quemar copal y cirios de cera. El secreto en que se habían mantenido dichos cultos explica el desconcierto de los misioneros ante la expansión y dimensiones que habían alcanzado tales ritos idolátricos y ante la responsabilidad que en ello tenían aquellos que consideraban mejor preparados en la nueva fe.
Como resultado de los exámenes e informaciones obtenidas de los indios, se procedió al arresto de un gran número de principales y caciques o gobernadores de diferentes pueblos. Una vez terminados todos los procedimientos, el 11 de julio de 1562 el provincial dictó las sentencias. La mayoría de los indios fueron acusados de ofensas menores y, por tanto, condenados a pagar pequeñas multas, a ser trasquilados o a recibir algunos azotes. Otros fueron desterrados de sus pueblos, imponiéndoseles como castigo la obligación de servir en conventos o casas de españoles durante varios años, en función del grado de culpabilidad. Contra los principales más implicados se instituyeron procesos formales y se les aplicaron penas más severas, sumándoseles los azotes, la privación de sus cargos, el destierro y los servicios forzados. Como culminación del proceso, el 12 de julio se celebró el famoso Auto de Fe de Maní, al que debieron asistir todos los indios inculpados para oír públicamente las sentencias y en el que el alcalde mayor se comprometió a la ejecución de las mismas por haber sido dadas en justicia y derecho. Algunos de los condenados más prominentes fueron trasladados posteriormente a Mérida para aguardar la resolución final de sus procesos. 
Los acusados condenados fueron trasquilados, encorazados y ensambenitados, y algunos fueron ejecutados. Unos 200 indios fueron castigados con penas que iban de 100 a 200 azotes, hasta la "esclavitud" por periodos de entre tres y cinco años. Durante los procesos inquisitorios de Landa se usaron también métodos de tortura para interrogar a los acusados e intimidarles para evitar la sublevación y pacificar a la población civil maya (Uno de los métodos fue la garrucha). Landa mando detener a los gobernantes de Pencuyut, Tekit, Tikunché, Hunacté, Maní, Tekax, Oxkutzcab y otros lugares, entre ellos a Francisco Montejo Xiu, Diego Uz, Francisco Pacab, y Juan Pech, quienes fueron escarmentados. Además de los ya mencionados retuvo como rehenes a 127 mujeres y varios hombres, los cuales tuvieron que pagar 45 nueces cada uno por su libertad. En esos momentos las nueces de cacao se cotizaban a 437 por un maravedí de oro; aunque en 1553 el precio de 20 granos de cacao era de 1/5 de Real. Algunos cuentan que se obtuvieron 125 000 almendras de cacao con una ganancia 4 540 pesos oro. 
Durante el auto de fe se destruyeron numerosos códices y pictografías prehispánicos referentes a la cultura maya. Landa escribió:

"Hallámosles gran número de libros de estas sus letras, y porque no tenían cosa en que no hubiese superstición y falsedades del demonio, se los quemamos todos, lo cual sentían a maravilla y les daba pena". Diego de Landa, Relación de las cosas de Yucatán, México, siglo XLI

En el proceso del 12 de julio de 1562, un número incierto de códices y libros mayas (27 de acuerdo a Landa) y aproximadamente 5000 figuras religiosas diversas fueron destruidos. Se calcula que incineraron documentos mayas equivalente a toneladas de libros. Esos documentos contenían registros escritos de todos los aspectos de la civilización maya. El estudioso Sylvanus G. Morley plantea que Landa destruyó 191 ídolos, 27 códices y 14 templos. Para otros se destruyeron «5,000 ídolos de distintas formas y tamaños, 13 piedras grandes que servían de altares, 22 piedras pequeñas de varias formas, 27 rollos de signos y jeroglíficos en piel de venado, y 197 vasos de todas dimensiones y figuras». Solo cuatro libros originales en escritura maya o códices se sabe han sobrevivido a la destrucción de la ceremonia de 1562. Estas obras sobrevivientes son los llamados Códices mayas.

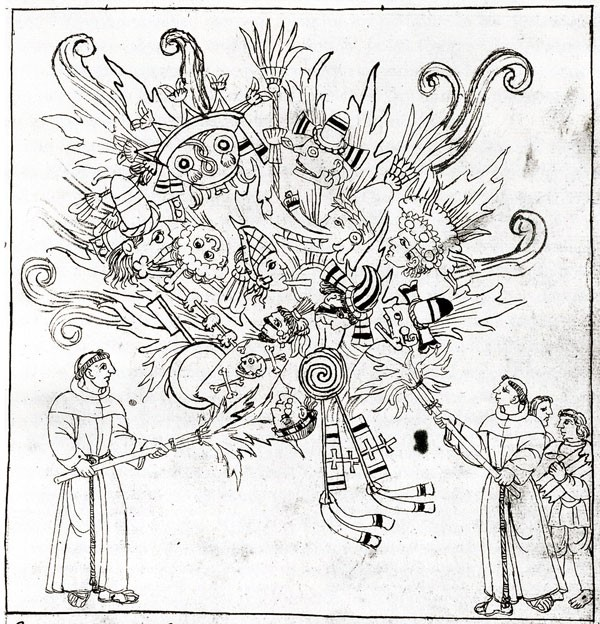
Destrucción de los Códices mexicanos

#### Su relación con el obispo Toral
El juicio de Maní enfrentó, por un lado, a la provincia franciscana y al alcalde mayor Diego de Quijada y, por el otro, al recién nombrado primer obispo de Yucatán, el también franciscano Francisco de Toral; el resto de la élite gobernante yucateca (encomenderos, miembros del cabildo de Mérida y otros funcionarios civiles y eclesiásticos) también tomó partido dando su apoyo a uno u otro bando según, la mayoría de las veces, a enemistades o alianzas anteriores. Los opositores al proceso estaban preocupados por la posibilidad de perder la provincia porque el exceso de castigo podría dar lugar a rebeliones o la huida de los indios a los montes, y también les preocupaba el excesivo poder de los frailes que excedía sus competencias y vigilaban estrechamente las creencias, vidas, trabajos y hasta la economía de los indígenas. Esta actuación hizo crecer los sentimientos antiespañoles entre los indígenas, razón por la cual los colonos protestaron al gobierno de España. La sociedad de Yucatán se dividió entre partidarios y detractores de Landa. El evento tuvo otras repercusiones internas, además realmente no se evitó el paganismo y la herejía, pues los indígenas comenzaron a sincretizar sus creencias porque los mayas idearon sus propios medios para preservar sus cultos ancestrales. A la llegada del obispo de Yucatán, Toral, en 1562, y a pesar de las mediaciones del marqués del Valle de Oaxaca, Martín Cortés, Landa fue obligado a regresar a España. Las noticias llegaron hasta Felipe II, por lo que en abril de 1563, Landa tuvo que viajar a España para presentar su propia defensa.
Terminado el proceso de Maní, prosiguieron las investigaciones de los religiosos extendiéndose a los cacicazgos aledaños de Hocaba-Homun y Sotuta, para los que se adoptaron los mismos métodos y se aplicaron sentencias similares. Pero, antes de que el provincial pudiera completar toda la investigación, se recibió la noticia de la llegada a Campeche del obispo fray Francisco de Toral, quien debía hacerse cargo de la recién creada sede episcopal. En diciembre de 1561 Pio V había instituido el nuevo obispado de Yucatán, que integraba también la provincia de Tabasco.
Al llegar a la diócesis, agosto de 1562, fray Francisco de Toral fue pronto informado sobre lo acaecido en Maní y sobre las investigaciones de los frailes en los pueblos colindantes. El nuevo obispo se encontró una población indígena muy intranquila y una sociedad sumamente alterada, porque la comunidad española estaba dividida en dos bandos contrapuestos: uno integrado por los franciscanos y el alcalde mayor Diego Quijada con sus partidarios, y el otro conformado por vecinos influyentes y algunos clérigos que no aprobaban los métodos de Landa y de los frailes que lo seguían. Toral asumió de inmediato las investigaciones que se estaban realizando en las localidades vecinas, desautorizando lo realizado hasta entonces por el provincial y los religiosos y preocupándose de la resolución del proceso inquisitorial. El mismo Landa refiere cómo el obispo “deshizo lo que los frailes tenían hecho y mandó soltar los presos y que sobre esto agravió al provincial”. Y es que, según Toral, “en lugar de doctrina han tenido estos miserables [los indios] tormento; y en lugar de les dar a conocer a Dios, les han hecho desesperar; y en lugar de los atraer al gremio de nuestra madre la Santa Iglesia de Roma, los han echado a los montes”.
Por todo ello, dado el apasionado temperamento del obispo y del provincial, la relación entre Landa y Toral se volvió tirante y hostil desembocando en un agrio enfrentamiento personal. Se contraponían dos formas de entender el problema de la idolatría y los procedimientos para erradicarla. Diego de Landa defendía el empleo de la tortura como único medio de conocer con exactitud la magnitud de las prácticas idolátricas, aunque negaba que los tormentos hubieran sido tan duros como se había denunciado. En cambio, el obispo Toral, conmovido por los crueles castigos infligidos a los indios, creía que estos eran demasiado neófitos como para someterlos a tales suplicios y que tan excesivo rigor podía, además, acabar destruyendo su precaria cristianización y echando por tierra los objetivos de la evangelización. En contraste a sus propios contemporáneos como el obispo Toral, autores actuales como Eric Thompson, pretenden defender a fray Diego de Landa diciendo que “no fue sino un producto de las circunstancias que reflejan, además, los puntos de vista de su tiempo”.
En su obra Relación de las cosas de Yucatán, hecha en España, Diego de Landa dedica el capítulo XIX del escrito a observar las acciones del obispo de Yucatán, Francisco de Toral. Landa menciona que el obispo regresó para liberar a gentes que fueron encarcelados y torturados injustificadamente, pero considera que esos indios fueron castigados por sus propios delitos o fueron perjudicados los abusos de los colonos pero nunca por la actividad misionera de los frailes.

...Y por las confesiones así hechas, luego los condenaban estos padres a tantos reales de pena y se los llevaban, y a tantos azotes, y se los daban y a obra de servicio en casa de los españoles. E hicieronse inquisidores: El Provincial [Landa] era el inquisidor mayor, y otros tres, inquisidores que juzgaban con él […] Hé dicho todo esto para que V. M. sepa que en lugar de doctrina han tenido estos miserables tormento; y en lugar de les dar a conocer a Dios les han hecho desesperar; y en lugar de los atraer al gremio de nuestra madre Santa Iglesia de Roma, los han echado a los montes; y lo que es peor que quieren sustentar que sin tormentos no se les puede predicar la ley de Dios, lo cual reprueba la Santa Madre Iglesia
Francisco Toral obispo de Yucatán, en el Documento XXXIV” en Scholes, Francia, siglo XVI

#### Justificaciones de Landa
Diego de Landa, tal vez inspirado por Francisco Jiménez de Cisneros, que residió en el mismo convento de Toledo por donde pasó Landa, era radical en sus creencias respecto a la cultura local. Landa pensaba que existía una red oculta de “apóstatas” dirigida por las autoridades religiosas mayas que deseaban recuperar la independencia de los indios mayas. Estos “apóstatas”, según Landa, estaban enfrentados a la nueva religión cristiana y consideraba deber suyo desenmascarar al “demonio” antes de que los indígenas retornaran a sus antiguas tradiciones y religión. 
Landa aseguraba que tenía evidencia de sacrificios humanos y otras prácticas “idólatras” producto de su investigación, información que a veces se obtenía por la tortura. Sin embargo, alguno de los presuntos sacrificados, como el encomendero Dasbatés, fueron encontrados vivos. Los críticos de Landa demandaron el fin de las actividades de la Inquisición dirigida por Landa.
El biógrafo de Landa, López de Cogolludo, relató las experiencias de Landa en su primer viaje para evangelizar a los indios mayas. En un conocido suceso de alrededor del 1549, Cogolludo cuenta que Landa, recién llegado de España, estando en una remota aldea de la región de Cupules, después de dialogar y predicar su religión ante un grupo de unos 300 indios, en un arrebato de furia procedió a destruir gran cantidad de figuras y esculturas religiosas mayas. Se duda de que el fraile "hablara" con los locales porque entonces Landa tenía conocimientos rudimentarios de la lengua maya de las regiones costeras y no podía conversar con la población local... (salvo que se ayudara de intérpretes).
Landa se desplazó a las regiones recientemente dominadas por los españoles, donde la oposición a los europeos todavía era grande. Se informaba de las tradiciones y costumbres locales para cristianizar a la población e introducir las costumbres españolas Para Landa y los frailes franciscanos en las inscripciones literarias mayas se pueden apreciar “prácticas diabólicas”. En referencia a los escritos mayas Landa escribió:

Usavan también esta gente de ciertos caracteres o letras con las quales escrivian en sus libros sus cosas antiguas y sus sciencias, y con ellas, y figuras, y algunas señales en las figuras entendian sus cosas, y les davan a entender y enseñavan. Hallamosles grande número de libros de estas sus letras, y porq no tenían cosa, en que no oviesse superstiçion y falsedades del demonio se los quemamos todos, lo qual a maravilla sentían y les dava pena
Diego de Landa, Manuscrito de Relación de las cosas de Yucatán, siglo XVI

Landa nunca dudó de la necesidad de la Inquisición. Ya sea que la "magia" e "idolatría" fuesen practicadas o no, Landa "estaba convencido" de la existencia del poder "demoníaco" en Yucatán. Landa creía en el milenarismo, y deseaba la conversión de las gentes a la religión cristiana. Debía terminar con las costumbres y tradiciones que consideraba contrarias a la fe cristiana que predicaba; para ello, a veces, se recurría a la tortura o hasta a la ejecución de los condenados, para así desterrar de las comunidades las "malas" costumbres.

...los frailes hicieron inquisición y pidieron la ayuda del alcalde mayor prendiendo a muchos y haciéndoles procesos; y se celebró un auto (de fe) en que se pusieron muchos cadalsos encorozados. (Muchos indios fueron) azotados y trasquilados y algunos ensambenitados por algún tiempo; y otros, de tristeza, engañados por el demonio, se ahorcaron...
Diego de Landa, Relación de las cosas de Yucatán, siglo XVI

### Juicio contra Diego de Landa
Después del establecimiento de la Inquisición en Yucatán a partir del auto de fe de Maní, las persecuciones religiosas contra los pobladores empezaron a afectar las actividades productivas de los encomenderos, quienes reclamaron un cese a la ejecución de sus esclavos mayas. Por esta razón, Landa fue enviado a España por el entonces obispo Francisco de Toral. Toral era de carácter pacífico y no estaba de acuerdo con las prácticas de Diego de Landa en su labor misionera.
Gaspar Antonio Chi (hijo de Napuc Chi), miembro de la nobleza maya Chi chibal de Maní, estuvo presente en el Auto de fe en su ciudad natal que duró tres meses, y fue testigo de la labor inquisitorial de Landa por la que unos cuantos indios mayas fueron torturados y algunos hasta la muerte. Una vez que el primer obispo de Yucatán, Francisco de Toral, llegó a la península, como solo sabía hablar náhuatl y popoloca, Chi se ofreció como traductor y de paso informó de la actuación de Diego de Landa con las gentes de Maní, actuación que superaba en dureza las instrucciones recibidas de las autoridades eclesiásticas españolas. Con esta información el obispo de Yucatán, Francisco de Toral inició el proceso de juicio contra Diego de Landa, que fue reclamado en España para darle audiencia respecto a los hechos.
Ya en España, ante el Consejo de Indias, un colegio de doctores fue encargado de investigar la actuación de Landa. La resolución de este comité en 1569, amonestó a Landa por su rigidez pero le absolvió de las acusaciones que se hicieron contra él. No obstante, el obispo Toral no permitió la vuelta de Landa a Yucatán.

### Diego de Landa, segundo obispo de Yucatán y Tabasco
Fallecido en 1571 el primer obispo de Yucatán, fray Francisco de Toral, Felipe II por Real Cédula propone a Landa para el obispado de Yucatán (1572). Es confirmado por el Papa y consagrado en Sevilla. con la aprobación del rey Felipe II. Embarca en la flota de Nueva España a fines junio de 1573, y llega a Campeche en octubre de ese año. Va acompañado por treinta franciscanos que había solicitado al Rey para cubrir las necesidades de su obispado. Le recibieron con gran alborozo, tanto los vecinos de la villa como los indígenas que salieron a su encuentro en el trayecto de Campeche a Mérida. Le esperaban las autoridades civiles y eclesiásticas y muchos vecinos principales. La antigua división en torno a su persona pareció olvidada.
Landa organizó la estructura interna de la Iglesia en su diócesis, emitiendo una serie de normas para controlar a los curas párrocos y doctrineros, a los que exigía el conocimiento de la lengua maya. Sus visitas pastorales le permitieron conocer las necesidades de la Iglesia en Yucatán y Tabasco y proceder en función de las mismas. Aunque su carácter se había serenado tras su estancia en España, reaccionó enérgicamente ante los desacatos a la autoridad episcopal, ante los abusos que los indios padecían o ante las faltas y hechicerías de estos, que otra vez le acarreó enfrentamientos con la autoridad gubernativa, con los españoles que veían lesionados sus intereses y con los propios indios. Al punto de solicitar al Rey su mediación ante el gobernador por el bien de su diócesis y de los indígenas. En respuesta, la Real Cédula de 25 de agosto de 1578, solicitaba del gobernador que se llevara bien con el obispo con “toda conformidad y paz” y que no dudara en ayudar y favorecer a los religiosos.
La cédula llegó a principios de 1579, pocos meses antes de la muerte de Diego de Landa, que padecía asma desde el comienzo de su apostolado, enfermedad que,combinada con sus costumbre de mortificación y penitencia, acabaría con su vida después de la Semana Santa, el 29 de abril de 1579, a los cincuenta y cuatro años de edad, después de profesar durante 38 años como fraile franciscano. Vivió 30 años en el Yucatán, de donde fue obispo durante casi 6 años Fue inhumado en Mérida, en la iglesia del convento capitular de San Francisco y posteriormente sus restos fueron enviados a España, quedando en la capilla-panteón fundada por su familia en Cifuentes, su villa natal, en la provincia de Guadalajara.
Sus cenizas fueron trasladadas desde Yucatán a España 150 años después de su muerte. Sus restos desaparecieron durante la guerra civil española, en 1936, cuando fue vandalizada la iglesia de San Salvador por elementos del Frente Popular.

## Obra
Escribió en 1566 su famosa Relación de las cosas de Yucatán, valiosa fuente de información sobre la cultura maya. Con su obra contribuyó al desciframiento de la escritura maya. En ella describe esta civilización, y cuenta la llegada de los exploradores españoles a los territorios yucatecos y la conquista. Describió con precisión la geografía, la historia, la fauna y la flora de Yucatán, así como las costumbres y comportamientos de los mayas. Su obra se perdió al poco de ser escrita. En 1862, una versión de alrededor de 1660 fue encontrada por el abate francés Charles Etienne Brasseur de Bourbourg en la Real Academia de la Historia de Madrid. Brasseur tradujo la obra al francés. En 1864 se publicó en París una edición bilingüe español-francés, titulada Relation des choses de Yucatán de Diego de Landa. 

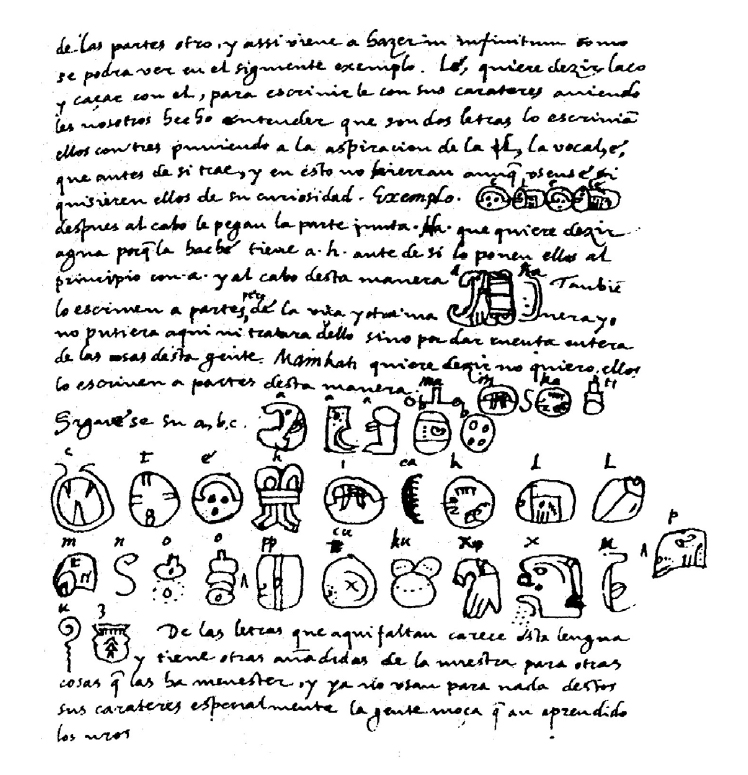
Página 45 del manuscrito de la Relación de las cosas de Yucatán, en que se hace muestra del sistema de escritura maya.

Landa también fue autor de otras obras, entre ella Doctrina Cristiana (1574), en lengua maya destinada a catequizar a los indígenas, e Informe contra Idolorum del obispado de Yucatán (1639).

### Noticias acerca de la conquista de Yucatán
Sus informes o cartas son restituciones y adaptaciones de la cultura originaria maya, a cerca de la historia, literatura y tradiciones mayas, en parte destruidas bajo su gobierno pero que paradójicamente nos han llegado también por él, todo esto sin contar con las autoridades eclesiásticas y coloniales españolas porque la autoridad era él. Entre los documentos más conocidos reescritos por autoridades eclesiásticas de Yucatán dirigidas por Diego de Landa se encuentra el Popol Vuh. Sin embargo, estudios de finales del siglo XIX y de la década de los 50 ponen en duda su originalidad. La Inquisición, presidida por Landa en esa región, procedió a aplicar medidas para extirpar la idolatría maya como fueron los interrogatorios, los castigos, la prisión, la tortura (por ejemplo, la garrucha), y hasta las ejecuciones de algunos. La actuación inquisitorial de Landa fue parada temporalmente por la intervención del primer obispo de Yucatán, Francisco Toral, quien dio cuenta de la labor de Landa ante las autoridades eclesiásticas y gubernamentales españolas. Toral consideraba que los métodos evangelizadores de Landa no eran los adecuados para cristianizar a los indios.

… Sabrá su Majestad que se descubrieron unos ídolos en la provincia de Maní, pueblo puesto en la Corona Real. Y como no había aún venido el obispo, él [Fray Diego de Landa], como juez ordinario… invocó el brazo secular, un juez que proveyó vuestra Majestad a mi petición, que se llama el Doctor Quijada… él fue a la provincia de Maní con muchos españoles manu armata, y el Provincial Fray Diego de Landa se hizo Inquisidor Mayor y tomó otros tres acompañados frailes consigo… El modo con que sacaban los ídolos los frailes era que colgaban los indios. Primero azotaban a los indios por manos del Provincial (Landa), y cuando menos azotes le daban eran ciento, y si no confesaba tener ídolos, lo colgaban públicamente en la ramada de la iglesia por las muñecas y echabanle mucho peso a los pies, y quemabanle las espaldas y barrigas con hachas de cera encendidas hasta que confesaban los ídolos… Fue tanto el exceso que andaban atónitos los indios que no sabían qué hacer…
Francisco Toral obispo de Yucatán, en el Documento XXXIV” en Scholes, Francia, siglo XVI

Según el investigador Yuri Knorozov, el "alfabeto" de De Landa parecía ser impreciso y hasta contradictorio (por ejemplo, empleaba variaciones múltiples para algunas de las letras y algunos de sus símbolos no se encontraron en las inscripciones que perduraron), de modo que los esfuerzos previos habidos para usarlo como clave que descifrara el sistema de escritura maya no dieron resultado. La descripción y traducción de los glifos mayas como letras de un alfabeto, según los textos de Landa, estudiados en 1862 por Charles Étienne Brasseur de Bourbourg, resultaron infructuosos para intentar traducir los códices mayas. Los últimos indígenas capaces de entender los griflos mayas desaparecieron en el siglo XVIII. Por fin con los estudios de Knorozov, en los años 1950, proponiendo el lenguaje maya como silabario, se pudo empezar a descifrar la escritura de los códices mayas sobrevivientes.

… Hízose información contra -la gente- de Yobain, pueblo de los Cheles, y prendieron a la gente principal y, en cepos, la metieron en una casa a la que prendieron fuego abrasándola viva con la mayor inhumanidad del mundo, y digo yo Diego de Landa que ví un gran árbol cerca del pueblo en el cual un capitán ahorcó muchas mujeres indias en sus ramas y de los pies de ellas a los niños, sus hijos... Que se alteraron los indios de la provincia de Coyhua y Chectemal y los españoles los apaciguaron de tal manera que, siendo esas dos provincias las más pobladas y llenas de gente, quedaron las más desventuradas de toda aquella tierra.
Diego de Landa, Relación de las cosas de Yucatán, México, siglo XVI

Y en este mismo pueblo y en otro que se dice Verey, a dos leguas de él, ahorcaron a dos indias, una doncella (soltera) y otra casada, no porque tuvieran culpa, sino porque eran muy hermosas y temían que se resolviera el real de los españoles sobre ellas y para que mirasen los indios que a los españoles no les importaban las mujeres; de estas dos hay mucha memoria entre indios y españoles por su gran hermosura y por la crueldad con que las mataron.
Diego de Landa, Relación de las cosas de Yucatán, México, siglo XVI

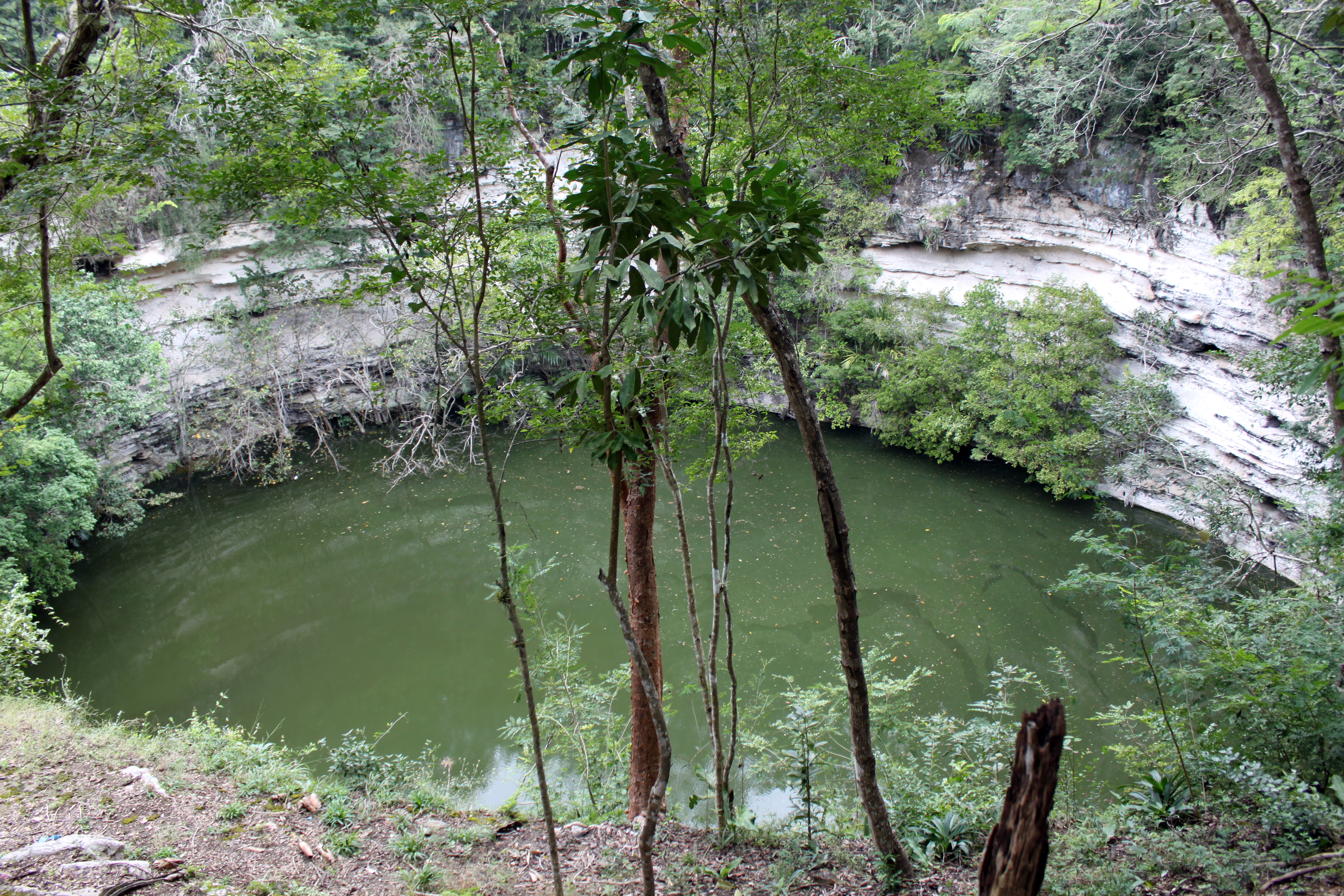
Cenote sagrado de Chichén Itzá.

Se cree que los mayas utilizaban los cenotes como lugar de sacrificios humanos. Sin embargo, según las cartas de Landa informando a sus superiores, los conquistadores españoles usaron también los cenotes para reprimir a los indios. Por eso, se encuentran hasta el día de hoy restos humanos en estas formaciones naturales.

Hicieron en los indios crueldades inauditas pues les cortaron narices, brazos y piernas, y a las mujeres los pechos y las echaban en lagunas hondas (cenotes) con calabazas atadas a los pies; daban estocadas a los niños porque no andaban tanto como las madres, y si los llevaban en colleras y enfermaban, o no andaban tanto como los otros, cortábanles las cabezas por no pararse a soltarlos. Y trajeron un gran número de mujeres y hombres cautivos para su servicio con semejantes tratamientos.
Diego de Landa, Relación de las cosas de Yucatán, México, siglo XVI

### Otros testimonios sobre la cultura maya
Debido al testimonio escrito que nos ha dejado Diego de Landa, está extendida la creencia de que los mayas carecían de metalurgia. Sin embargo, investigaciones y exploraciones arqueológicas recientes muestran que los mayas manejaban las mismas aleaciones disponibles en Mesoamérica y que practicaron algo la metalurgia. Los mayas podían crear piezas decorativas en aleaciones de oro y plata, así como aleaciones instrumentales para herramientas como bronce y latón. No obstante, en los documentos de Landa, dentro del mismo capítulo donde nos cuenta estas cosas, Landa describe ciertos objetos de metal pero no cree que los indios conocieran la metalurgia en la vida corriente:

En esta tierra no se ha hallado hasta ahora ningún género de metal que ella de suyo tenga, y espanta que no habiendo con qué, se hayan labrado tantos edificios porque no dan los indios razón de las herramientas con que se labraron; pero ya que les faltaron metales, proveyólos Dios de una sierra de puro pedernal... Tenían cierto azófar blanco (latón) con alguna poca mezcla de oro, de que hacían las hachuelas de fundición y unos cazcabelazos con que bailaban, y una cierta manera de escoplillos con que hacían los ídolos y agujeraban las cerbatanas...
Diego de Landa, Relación de las cosas de Yucatán, México, siglo XVI

Esta manera de escritura contradictoria y siempre en pares de capítulos civilizados y salvajes contrapuestos también se encuentra en otras obras coloniales eclesiásticas españolas, repitiendo el estilo de reporte europeo medieval acerca de regiones no cristianas. Entre estas descripciones figuraba la contradictoria afirmación de que los mayas eran abstemios, pero también menciona que eran alcohólicos:

Que los indios eran muy disolutos en beber y emborracharse, de lo cual les seguían muchos males como matarse unos a otros, violar las camas pensando las pobres mujeres recibir a sus maridos, también con padres y madres como en casa de sus enemigos y pegar fuego a sus casas: y que con todo eso se perdían por emborracharse.
Diego de Landa, Relación de las cosas de Yucatán 

Diego de Landa, Diego López de Cogolludo y otros cronistas de la conquista de América crearon diversas obras que fueron consideradas como auténticas y fundamentales para la definición de las culturas de Yucatán. Sin embargo, los escritos realizados por ellos carecían de enfoque científico que se ha dado a la historia en siglos posteriores. Son relatos mayoritariamente hagiografías y sus descripciones cuentan situaciones inverosímiles y hasta imaginarias que ensalzaban de la religión cristiana y a las autoridades españolas frente a las religiones mayas y los gobiernos indígenas. 

...Compráronse las dos imágenes (de la virgen cristiana), y puestas ambas en un cajón, de suerte que no se maltratasen, le traían indios cargado en hombros. Sucedió en el camino, que lloviendo muchos aguaceros, nunca llovía sobre el cajón de las imágenes, ni indios que las traían, ni aun algunos pasos en circuito donde estaban....
Diego López de Cogolludo, Historia de Yucatán, siglo XVI

En los relatos de Landa existen errores documentales respecto a la toponimia de lo que ahora es llamado Yucatán, cosa normal teniendo en cuenta que eran tierras desconocidas para los descubridores españoles. De acuerdo a sus Relaciones, el nombre proviene de “Ci u t’ann” con el significado de “ellos lo dicen”. Sin embargo, el significado correcto de esta palabra es “no entiendo”. La raíz del nombre en la que más investigadores están de acuerdo es "Yuk'al-tan mayab", que era la designación lingüista de su nación, y que textualmente quiere decir: "todos los que hablan la lengua maya". Otro ejemplo del desconocimiento toponímico de la lengua maya es el nombre de la región "Ti-bu lon", la cual traduce erróneamente como "fuimos tocados con", en tanto que el significado de esto es "nosotros paseamos". Landa desconoce que los topónimos mayas son siempre simples o sustantivos compuestos, la escritura y significado correctos son "Ti bolom" y "en 9".
Con respecto al armamento maya también traduce de manera incorrecta la descripción de los gambesones (protección corporal) mayas. El afirma que era una combinación de algodón con sal, pero sal en maya es "tab", mientras que el nombre correcto es con "taab" que significa "trenzado".

Una posibilidad que se perfila como más probable es que ese indio [sic] (maya) transcriptor haya insertado algunos pasajes bíblicos con el propósito de atenuar el matiz “pagano,” y poner el documento a salvo de la mano destructora de los españoles, conservando así lo esencial del relato original.
Otilia Cortez,Intertextualidad y paralelismo entre el Popol Vuh y La Biblia, 2008

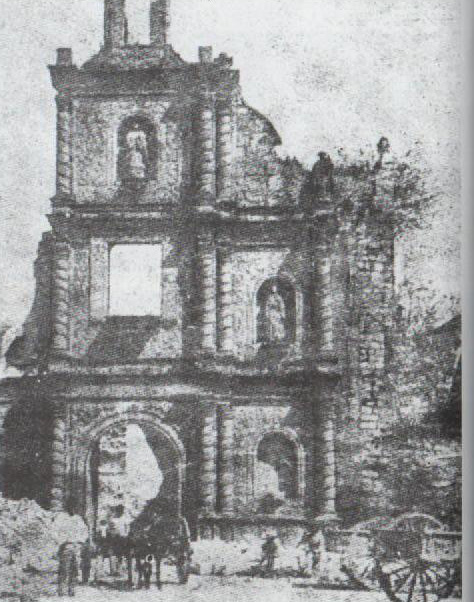
Convento Grande de San Francisco (Mérida). Primer lugar de sepultara de Diego de Landa.[69][70] En la actualidad es el Mercado de San Benito.
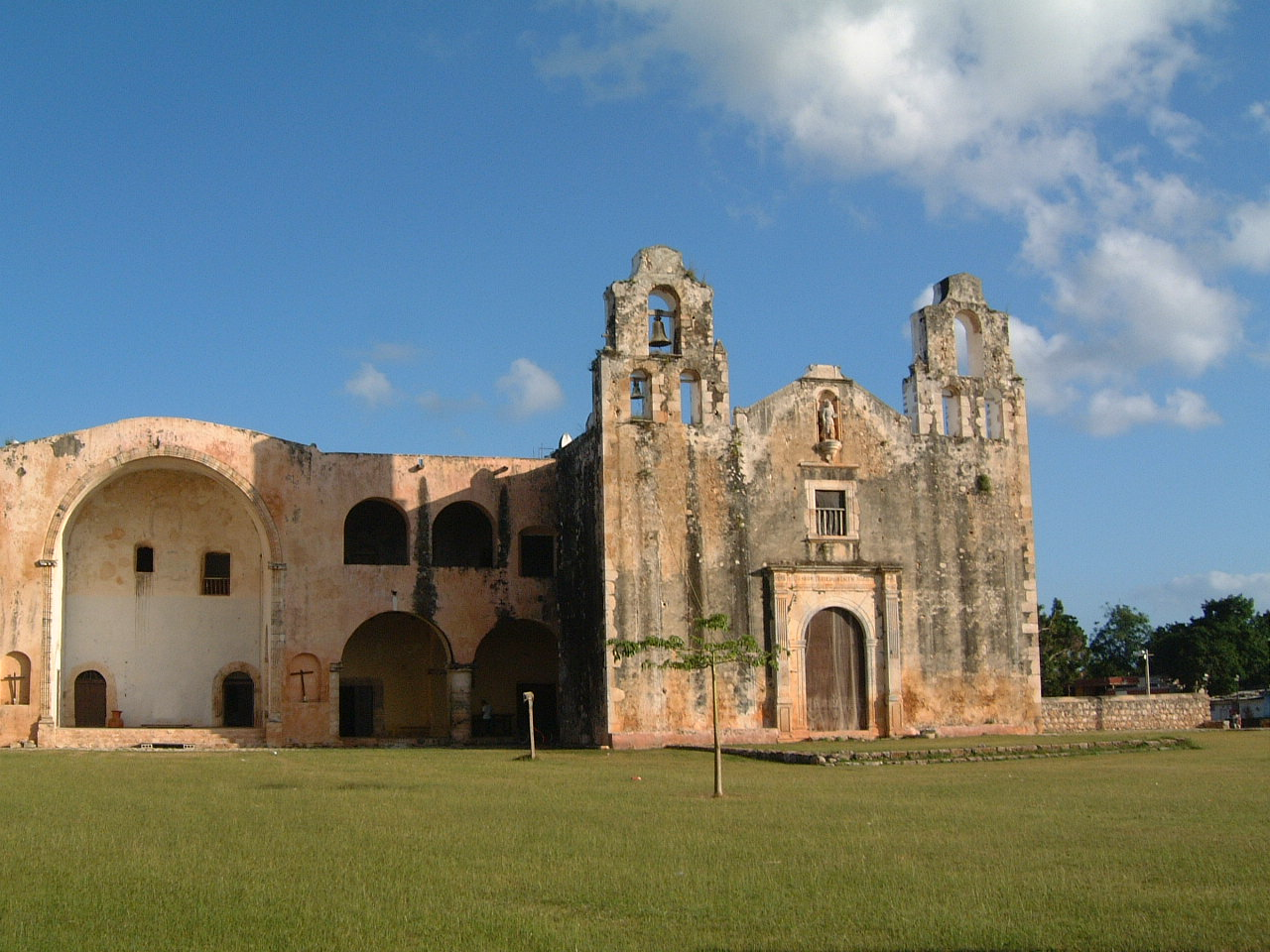
Vista de la plaza donde se realizó el Auto de fe de Maní, en julio de 1562, y Convento de San Miguel Arcángel, Maní, Yucatán
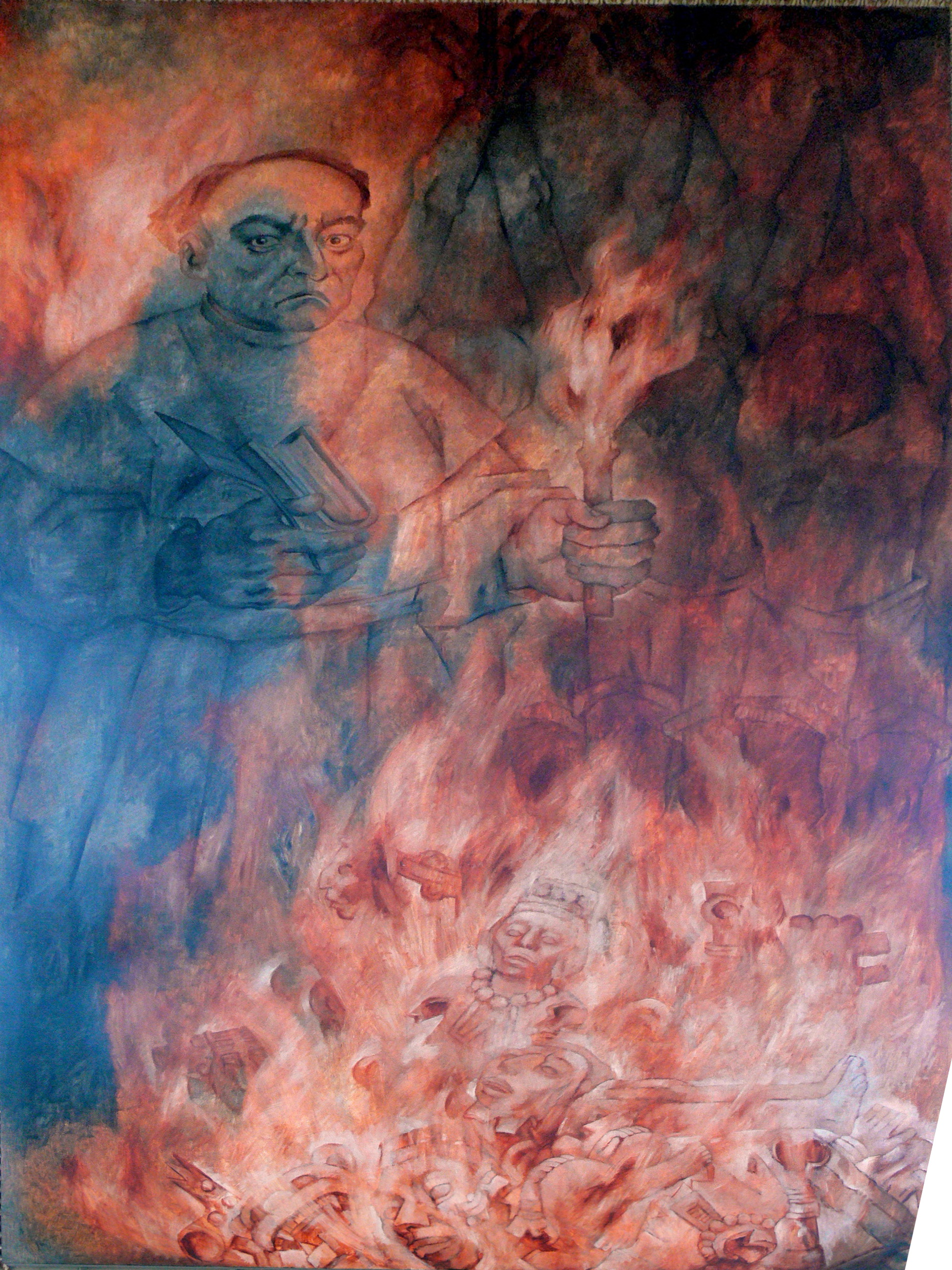
Quema de los ídolos y documentos mayas por fray Diego de Landa. Mural del pintor yucateco Fernando Castro Pacheco en Mérida, Yucatán.